# Francisco Erdmann de Saxe-Lauemburgo
Francisco Erdmann de Saxe-Lauemburgo (em alemão:  Franz Erdmann von Sachsen-Lauenburg; Theusing, 25 de fevereiro de 1629 – Schwarzenbek, 30 de julho de 1666), foi um nobre alemão, da Casa de Ascânia, duque de Saxe-Lauemburgo de 1665 a 1666. Era filho de Júlio Henrique e da sua segunda mulher, Isabel Sofia do Brandeburgo, filha de João Jorge, Eleitor de Brandemburgo.

## Casamento
Em 1654 Francisco Erdmann casou com a sua prima Sibila Edviges de Saxe-Lauemburgo (1625–1703) , filha do seu tio paterno, o duque Augusto de Saxe-Lauemburgo. Uma vez que não houve descendência deste casamento, Francisco Erdmann foi sucedido pelo seu meio-irmão Júlio Francisco, filho do terceiro casamento do seu pai.

## Ligações Externas
- (em inglês) Genealogia de Francisco Erdmann de Saxe-Lauemburgo (euweb.cz);
- (em alemão) Genealogia dos Duques de Saxe-Lauemburgo;
- (em alemão) Dados biográficos de Francisco Erdmann de Saxe-Lauemburgo (worldhistory.com);
- (em alemão) Ficha biográfica de Francisco Erdmann de Saxe-Lauemburgo.